# Cabanac e Seguenvila
Cabanac e Seguenvila (francès Cabanac-Séguenville) és un municipi occità de Gascunya, situat a la regió d'Occitània, departament de l'Alta Garona.